# روبرت دانييل كارميكائيل
روبرت دانيل كارمايكل (بالإنجليزية:Robert Daniel Carmichael) (1879-1967) عالم رياضيات أمريكي .
ولد في ألاباما،الولايات المتحدة الأمريكية. حصل على درجة البكالوريوس عام 1898 والدكتوراة في 1911 من جامعة برنستون.
يعرف كارمايكل لبحثه فيما يسمى الآن أرقام كارمايكل، مبرهنة كارمايكل، ودالة كارمايكل ذوي الأهمية الكبيرة في نظرية الأعداد ودراسة الأعداد الأولية.

## روابط خارجية
- Works by Robert D. Carmichael, at مشروع غوتنبرغ
- O'Connor، John J.؛ Robertson، Edmund F.، "روبرت دانييل كارميكائيل"، تاريخ ماكتوتور لأرشيف الرياضيات
- روبرت دانييل كارميكائيل في شجرة علماء الرياضيات
- MAA presidents: Robert Daniel Carmichael نسخة محفوظة 26 يناير 2013 على موقع واي باك مشين.
- أعمال روبرت دانييل كارميكائيل في مشروع غوتنبرغ